# Webera humicola
Webera humicola là một loài rêu trong họ Bryaceae. Loài này được Dixon & P. de la Varde mô tả khoa học đầu tiên năm 1927.